# Kontor Records

Logo des YouTube-Kanals

Kontor Records ist ein Musiklabel aus Hamburg für Dance- und House-Musik.
Unter Vertrag stehen Künstler wie R.I.O., DJ Antoine, ATB, Gestört aber geil, Mike Candys, Lost Frequencies, Lexy & K-Paul, Die Atzen, Stereoact, Scooter, Leony und andere. Hauptgesellschafter von Kontor ist die Edel SE, die 66,80 % aller Anteile besitzt. Mitgesellschafter ist H. P. Baxxter.

## Geschichte
Kontor war ursprünglich der Name einer Diskothek in Hamburg. Einige Monate nach der Eröffnung des Clubs gründete Jens Thele 1996 das Label, um lokalen DJs eine Plattform als Produzenten zu bieten. Den Beginn machten lokale Künstler wie Boys’R’Us, D.O.N.S. und Shahin & Simon. Bereits die erste Veröffentlichung Drop The Gun von D.O.N.S. schaffte den Einstieg in die Charts auf Platz 100.
Im Verlauf der Jahre stiegen die Verkaufszahlen und das Künstler-Repertoire erweiterte sich um verschiedene Acts. ATB, Adeva, Hi-Gate, Blank & Jones, Spiller, Joe T. Vannelli, Trance Allstars und Starsplash wurden unter Kontor Records zu bekannten Größen in der Dance-Musik-Szene. Mittlerweile gehörten auch DJ Antoine, Armin van Buuren, Mike Candys, Lexy und K-Paul und R.I.O. zum festen Stamm bei Kontor.
2003 wurde die Tochterfirma Kontor New Media gegründet, die sich auf den Vertrieb von digitalen Medien über das Internet spezialisiert hat. Kontor New Media wird von Jens Thele zusammen mit Michael Pohl geleitet und ist einer der führenden Digitalvertriebe in Europa. Das internationale Vertriebsnetz umfasst alle relevanten Services in den Bereichen Musik, Film, TV und Audiobook. Am 22. Juni 2020 übernahm Kontor New Media das Label Arising Empire.
Als weiteres Standbein gründete Kontor Records eine Booking-Abteilung. Kontor Booking betreut Stereoact feat. Kerstin Ott (Die immer lacht) im In- und Ausland. Daneben kümmert sich die Abteilung um das Booking von Micar, DJ Jerôme, Markus Gardeweg und die Kontor „Top Of The Clubs“-Tour.
Kontor.TV ist der offizielle YouTube-Kanal des Plattenlabels. Bereits 2006 gestartet, erscheinen dort regelmäßig die offiziellen Musikvideos der Künstler, die dort unter Vertrag stehen. Im November 2012 erreichte der Kanal als einer der ersten deutschen YouTube-Kanäle eine Million Abonnenten. Mit Stand Februar 2024 waren es 6,22 Millionen Abonnenten.
Die Playlist beim Streamingdienst Spotify verzeichnet mehr als 550.000 Abonnenten.

## Kontor-Kompilationen
Seit 1998 erscheinen regelmäßig Kompilationen, die Kontor Top of the Clubs. Alle drei Monate erscheinen mit dieser Reihe aktuelle Dance-Tipps in Form von DJ-Mix-CDs. Die Kontor Top of the Clubs-Veröffentlichungen erreichen regelmäßig die Top drei der deutschen Compilationcharts. Es sind bereits über 90 Ausgaben erschienen.
Weitere Kompilationen sind unter anderem Kontor House of House, Kontor Festival Sounds, Kontor Sunset Chill, Kontor Summer Jam, Deep House, Mayday, Tomorrowland, Big City Beats und Clubsolute.

## Künstler (Auswahl)
- Alexander Marcus
- Alex C.
- Armin van Buuren
- ATB
- Bellini
- David May
- Dave202
- Die Atzen
- Dimitri Vegas & Like Mike
- Dragonette
- DJ Sammy
- DJ Antoine
- EDX
- Eric Chase
- Erick Morillo
- Evelyn
- Fun Factory
- Gestört aber geil
- GoldFish
- Goldregen
- Hardwell
- Harris & Ford
- Jack Holiday
- Jan Leyk
- Jay Frog
- Jasper Forks
- Jerome
- Julian Jordan
- Kerstin Ott
- Leony
- Lexy & K-Paul
- Lilly Palmer
- Lost Frequencies
- Micar
- Markus Gardeweg
- Nora En Pure
- Mike Candys
- R.I.O.
- Rico Bernasconi
- Rene Rodrigezz
- Scooter
- Stereoact
- Syke’n’Sugarstarr
- The Hitmen
- Thomas Gold
- Tom Gregory
- Tom Novy
- Twoloud
- Vincent Lee
- Vize
- Wankelmut
- W&W